# Proces załogi Buchenwaldu (US vs. Werner Alfred Berger i inni)
Proces załogi Buchenwaldu (US vs. Werner Alfred Berger i inni) – jeden z procesów członków personelu hitlerowskiego obozu koncentracyjnego Buchenwald, który odbył się przed amerykańskim Trybunałem Wojskowym w Dachau w dniach 25 listopada – 3 grudnia 1947. Na ławie oskarżonych zasiedli esesmani, którzy byli członkami tzw. Kommando 99. Zajmowało się ono egzekucją radzieckich jeńców wojennych w obozowej stajni. Liczbę zamordowanych przez oskarżonych osób Trybunał obliczył na przynajmniej 800. Przestępstwa te miały miejsce w okresie od listopada 1941 do końca czerwca 1943.
Na ławie oskarżonych zasiadło sześciu byłych członków Kommanda 99. Pięciu z nich uznano za winnych stawianych im zarzutów, jednego uniewinniono. Zapadły dwa wyroki dożywotniego więzienia i trzy długoterminowe kary pozbawienia wolności (od 20 do 15 lat).

## Wyrok amerykańskiego Trybunału Wojskowego w procesie US vs. Werner Alfred Berger i inni
| Oskarżony              | Stopień             | Funkcja                         | Wyrok                       |
| ---------------------- | ------------------- | ------------------------------- | --------------------------- |
| Werner Alfred Berger   | SS-Oberscharführer  | urzędnik obozowej administracji | dożywocie                   |
| Horst Dittrich         | SS-Hauptscharführer | urzędnik obozowej administracji | dożywocie                   |
| Wiegand Hilberger      | SS-Hauptscharführer | podoficer w komendanturze obozu | 20 lat pozbawienia wolności |
| Herbert Günther Möckel | SS-Hauptscharführer | Blockführer                     | 20 lat pozbawienia wolności |
| Josef Bresser          | SS-Unterscharführer | kierownik parku motorowego      | 15 lat pozbawienia wolności |
| Helmut Friedrich Bergt | SS-Hauptscharführer | Arbeitsdienstführer             | uniewinniony                |